# Allison to Lillia
Allison to Lillia (jap. アリソンとリリア, auch Alison & Lilia) ist eine Anime-Fernsehserie, die aus einer Adaption der beiden Light-Novel-Reihen Allison und Lillia to Treize durch das Animationsstudio Madhouse entstand. Beide Buchvorlagen wurden von Keiichi Sigsawa geschrieben. Regie in der 26 Folgen umfassenden Serie führte Masayoshi Nishida. Die erste Hälfte der Serie setzte die Allison-Reihe um, während sich die zweite Hälfte mit dem Inhalt von Lillia to Treize auseinandersetzte. Sie wurde erstmals vom 3. April 2008 bis zum 2. Oktober 2008 von der öffentlichen japanischen Rundfunkgesellschaft NHK übertragen.

## Handlung

### Szenario
→ Siehe auch: Szenario von Allison
In Allison to Lillia ist die Welt in zwei große Nationen geteilt, die als Roxche (ロクシェ, Rokushe) und Sou Beil (スー･ベー･イル, Sū Bē Iru) bezeichnet werden. In der fiktionalen Welt wird das Anfangsjahr der Geschehnisse mit 3287 beziffert. Während dieser langen Zeit befanden sich beide Nationen immer wieder im Krieg miteinander, dessen letzte größere Auseinandersetzung 30 Jahre zurückliegt. Seitdem haben beide Nationen um den zentralen Fluss eine Schutzzone errichtet, während das technische Niveau ungefähr mit dem von 1930 vergleichbar ist.

### Allison
→ Siehe auch: Handlung von Allison
Die erste Hälfte des Animes konzentriert sich auf die noch sehr junge und blonde Pilotin Allison Whittington, die der Luftwaffe von Roxche beigetreten ist und dort besonders viel Erfahrung im Umgang mit großen Flugzeugen gesammelt hat. Bei einem Besuch ihres alten Freundes Wilhelm Schultz (kurz als Will bezeichnet) während der Sommerferien, bringt die aufgedrehte Allison die beiden durch ihre gewagten Aktionen immer weiter auf die Spur von nicht mehr zu verhindernden Abenteuern. So durchleben beide drei größere Abenteuer, die sie auch immer wieder in das Land des Feindes Sou Beil führen. Dabei machen sie Bekanntschaften mit fremden Personen und bauen für sie wichtige Beziehungen auf, wobei immer wieder der Gedanke eines gemeinsamen Ursprungs beider Nationen im Zentrum steht.

### Lillia to Treize
Der zweite Teil der Handlung setzt etwa 15 Jahre nach den Ergebnissen der ersten Hälfte fort und verfolgt mit Lilliane Schultz die Tochter von Allison und Will. Lillia ist unterdessen mit ihrem Freund Treize, dem Sohn von Carr Benedict und Fiona unterwegs, um ihrerseits neue Abenteuer zu überstehen.

## Entstehung und Veröffentlichungen
Die Anime-Fernsehserie entstand unter der Regie von Masayoshi Nishida und wurde von dem Animationsstudio Madhouse in einer Zusammenarbeit mit Tezuka Productions produziert. Die Musik wurde von Geneon bereitgestellt.
In Japan wurde die Serie auf den Sendern von NHK vom 3. April 2008 bis zum 2. Oktober 2008 erstmals übertragen.

### Synchronisation
| Rolle               | Japanische Sprecher (Seiyū)               |
| ------------------- | ----------------------------------------- |
| Allison Whittington | Nana Mizuki (Jung) Hōko Kuwashima (Älter) |
| Wilhelm Schultz     | Motoko Kumai                              |
| Lillia              | Nana Mizuki                               |
| Treize              | Hiroyuki Yoshino                          |
| Fiona               | Mamiko Noto                               |
| Carr Benedict       | Kōichi Yamadera                           |

### Musik
Im Anime wurden zwei verschiedene Titel für Vor- und Abspann verwendet. So wurde die Vorspannmelodie Tameiki no Hashi (溜め息の橋) vom Kuricorder Quartet und Shione Yukawa interpretiert, während das Outro Sayonara no Omajinai (サヨナラのおまじない) von Sō Matsumoto, ebenfalls in zusammen mit dem Kuricorder Quartet, interpretiert wurde. 
Zu beiden Titeln erschien jeweils eine Single, die beide am 25. Juni 2008 veröffentlicht wurden. Am gleichen Tag erschien außerdem ein Character-Song-Album, welches neben kurzen Hörspielen auch Titel von Nana Mizuki und Motoko Kumai enthielt, welche als Seiyū die Rollen von Allison und Will spielten.